# بابونه دجله‌ای
بابونه دجله‌ای (نام علمی: Anthemis wettsteiniana) نام یک گونه از سرده بابونه است.